# アレクサンデル・シマノフスキ
アレクサンデル・シマノフスキ（Alexander Szymanowski, 1988年10月13日 - )は、アルゼンチン・ブエノスアイレス出身のサッカー選手。USヴィボネーゼ・カルチョ所属。ポジションはMF（左ウィング）。

## 経歴
1988年に3人兄弟の長男としてブエノスアイレスに生まれる。12歳の時に父親がスペインのマドリードで仕事を見つけたために家族全員が彼と一緒にマドリード州北西部のグアダラマへ移住した。

### マドリード州時代
アルゼンチンのクラブの下部組織でサッカーを始め、12歳でスペインへ移住するとアトレティコ・マドリードのカンテラへと入団した。以来マドリード州内でADウニオン・アダルベ、CFラージョ・マハダオンダ、アトレティコ・レオネス・デ・カスティージャ、アルコベンダスCFとクラブを渡り歩いた。
2007年にUDサン・セバスティアン・デ・ロス・レジェスへ入団し、のCDオウレンセ戦でセグンダ・ディビシオンBデビューした。このシーズンはクラブにとって初の3部リーグ挑戦であったが、自身は313分の出場に留まった。クラブも20チーム中19位に終わり、テルセーラ・ディビシオンに1年で降格した。
翌シーズンもSSレジェスで出場機会に恵まれなかったが、2009-10シーズよりセグンダBのアンテケラCFに移籍。ここでは33試合出場6得点とレギュラーとしてプレーしたが、再びテルセーラへの降格を経験することとなった。翌シーズンにSSレジェスへ復帰すると20試合1得点を記録し、クラブもセグンダBへの復帰を果たした。
2011-12シーズンにRSDアルカラへ入団し、チームトップの11得点を挙げた。クラブのセグンダB残留に貢献し、最終的にこのシーズンは38試合・3069分の出場となった。

### レクレアティーボ・ウェルバ
セグンダBで結果を残し、翌2012-13シーズンにはセグンダ・ディビシオン所属のレクレアティーボ・ウェルバに移籍。ポジションを確立し、39試合出場10得点を記録する。

### ブレンビーIF
2013年夏、ウェルバで数試合に出場した後にデンマーク・スーペルリーガのブレンビーIFにローン移籍した。ブレンビーはレンタルするために約50万ユーロ、のちに18万ユーロを支払い2013-14シーズンより完全移籍となった。レクレアティーボはローン移籍時の保有権売却を40パーセントに留めたが、結局クラブに残留させることはできなかった。デンマークでの2シーズンで計55試合に出場、6得点を記録した。

### レガネス
2015年、セグンダ所属のCDレガネス8人目の補強選手として2年契約で完全移籍。久々に家族の住むマドリード州に戻ってきたシマノフスキはチーム内最多の12得点を決め、クラブ及び自身初となるプリメーラ・ディビシオンへの昇格を達成した。2016-17シーズン第2節、本拠地ブタルケでのアトレティコ・マドリード戦でプリメーラデビューを飾り、試合も格上相手にスコアレスドローへ持ち込んだ。リーグ初得点は第6節バレンシアCF戦で記録したが、PKを1本外し試合は1-2の逆転負けに終わった。
2020年7月20日、退団が発表された。

### レクレアティーボ復帰
無所属の期間を経て、10月5日にレクレアティーボへ復帰することが発表された。

### ヒムナスティカ・セゴビアナ
2021年8月5日、セグンダ・ディビシオンRFEFのヒムナスティカ・セゴビアナCFへ加入した。

## 人物
父方の祖父は1923年に当時のポーランド領（現ウクライナ領）で生まれ、5歳の時にアルゼンチンへ渡りロシア人の女性と結婚している。
実妹のマリアネラもプロサッカー選手である。